# La Selle-sur-le-Bied
La Selle-sur-le-Bied är en kommun i departementet Loiret i regionen Centre-Val de Loire strax norr Frankrikes mitt. Kommunen ligger i kantonen Courtenay som tillhör arrondissementet Montargis. År 2022 hade La Selle-sur-le-Bied 1 131 invånare.

## Befolkningsutveckling
Antalet invånare i kommunen La Selle-sur-le-Bied
| Referens: INSEE |